# Acmaeoderopsis jaguarina
Acmaeoderopsis jaguarina är en skalbaggsart som först beskrevs av Knull 1938.  Acmaeoderopsis jaguarina ingår i släktet Acmaeoderopsis och familjen praktbaggar. Inga underarter finns listade i Catalogue of Life.